# Mistrzostwa Polski w Tenisie Stołowym 2007
Mistrzostwa Polski w Tenisie Stołowym 2007 – 75. edycja mistrzostw, która odbyła się w dniach 3–5 marca 2007 roku w Rzeszowie.

## Medaliści
| Konkurencja             | Złoty                                                            | Srebrny                                                                                     | Brązowy |
| Gra pojedyncza mężczyzn | Lucjan Błaszczyk (Zugbrücke Grenzau)                             | Daniel Górak (GV Hennebont)                                                                 | Bartosz Such (Borussia Düsseldorf) Jarosław Tomicki (Trasko Ostrzeszów)                                                                            |
| Gra pojedyncza kobiet   | Xu Jie (TTV Busenbach)                                           | Natalia Partyka (LUKS Orneta)                                                               | Daria Łuczakowska (AZS Wrocław) Joanna Narkiewicz (GLKS Nadarzyn)                                                                                  |
| Gra podwójna mężczyzn   | Marcin Kusiński (Odra Głoska) Bartosz Such (Borussia Düsseldorf) | Krzysztof Kaczmarek (Bogoria Grodzisk Mazowiecki) Tomasz Lewandowski (Pełcz Górki Noteckie) | Daniel Górak (GV Hennebont) Jakub Perek (Bogoria Grodzisk Mazowiecki) Lucjan Błaszczyk (Zugbrücke Grenzau) Szymon Malicki (Olimpia-Unia Grudziądz) |
| Gra podwójna kobiet     | Xu Jie (TTV Busenbach) Monika Pietkiewicz (LUKS Orneta)          | Agata Pastor (AZS AJD Częstochowa) Anna Janta-Lipińska (Homberger TS)                       | Antonina Szymańska (PKS Kazimierza Wielka) Weronika Walna (Stella Gniezno) Magdalena Cichocka (AZS Wrocław) Daria Łuczakowska (AZS Wrocław)        |
| Gra mieszana            | Daniel Górak (GV Hennebont) Magdalena Cichocka (AZS Wrocław)     | Natalia Partyka (LUKS Orneta) Tomasz Redzimski (ZKS Zielona Góra)                           | Anna Janta-Lipińska (Homberger TS) Paweł Chmiel (Olimpia-Unia Grudziądz) Monika Pietkiewicz (LUKS Orneta) Filip Szymański (Post SV Hagen)          |